# Fédération nationale de l’estampe
Manifestampe, également connue sous le nom de Fédération nationale de l’estampe est une fédération française dans le but de promouvoir l'estampe sous toutes ses formes, tant contemporaine que patrimoniale. Cette organisation s'est donné pour mission de développer diverses actions en faveur de cet art spécifique.
Fondée en 2004, une fédération nationale qui unit passionnés et professionnels autour d'un art millénaire en constante évolution. De la gravure traditionnelle aux procédés numériques les plus récents, l'estampe dans toute sa diversité. 
Objectifs principaux
Les objectifs de Manifestampe sont multiples :
- Promouvoir l'estampe comme moyen d'expression artistique
- Rassembler les différents acteurs du monde de l'estampe
- Sensibiliser le public à cet art

Réunissant différentes associations orientées dans le domaine de la gravure et de l'estampe, qui a pour but d'organiser les différents acteurs de ces domaines en France et de « rendre manifeste l'art de l'estampe auprès du grand public, comme art vivant, multiforme et contemporain ».
Son site web sert de plateforme d'information et de ressources pour tous les acteurs du monde de l'estampe.
La Fête de l'estampe
L'une des initiatives phares de Manifestampe est la création de la Fête de l'estampe, un événement annuel qui se déroule le 26 mai. Cette date n'est pas choisie au hasard, elle commémore la signature de l'édit de Saint-Jean-de-Luz par Louis XIV en 1660, qui garantissait la liberté de l'art de la gravure. Un rendez-vous incontournable qui mobilise des centaines de participants à travers le pays. En 2023, l'événement a rassemblé plus de 200 manifestations, attirant des milliers de visiteurs dans des lieux aussi variés que des ateliers d'artistes, des galeries, des musées, des médiathèques et des espaces publics.
Participants
La Fête de l'estampe rassemble une grande variété d'acteurs du monde de l'estampe, notamment :
- Artistes plasticiens
- Graveurs
- Lithographes
- Sérigraphes
- Galeristes
- Musées
- Imprimeurs spécialisés dans l'estampe
- Collectionneurs d'estampes

Portée de l'événement
Bien que centrée sur la France, la Fête de l'estampe s'étend au-delà des frontières nationales, attirant des participants et un public international.

Chronologie historique de l'estampe, de ses origines à nos jours :
Origines et Moyen Âge
Vers 105 : Invention du papier en Chine
VIIIe siècle : Premières estampes sur bois en Chine et au Japon
1400-1420 : Apparition des premières xylographies en Europe
XVe siècle
1430-1440 : Développement de la gravure sur métal en relief
1450 : Invention de la gravure au burin
1460 : Premières gravures à l'eau-forte
XVIe siècle
1508 : Première gravure en camaïeu par Lucas Cranach
1550 : Création de la première grande entreprise d'édition d'estampes par Jérôme Cock à Anvers
XVIIe siècle
1620 : Invention de la manière noire par Ludwig von Siegen
1660 : Édit de Saint-Jean-de-Luz garantissant la liberté de l'art de la gravure en France
XVIIIe siècle
1740 : Invention de la gravure en couleurs à la poupée
1796 : Invention de la lithographie par Alois Senefelder
XIXe siècle
1820 : Développement de la gravure sur bois de bout
1850-1890 : Âge d'or de l'estampe japonaise (ukiyo-e)
1879 : Invention de la photogravure
XXe siècle
1907 : Invention de la sérigraphie
1960 : Développement de l'impression offset
1980 : Premières estampes numériques
XXIe siècle
2000-présent : Essor des techniques d'impression 3D et des estampes numériques